# Stenografie
Stenografie oder Stenographie (IPA [ˌʃtenogʁaˈfiː], kurz Steno, auch Engschrift, Kurzschrift, Schnellschrift, Tachygraphie, Phonographie, Redezeichenkunst) ist eine aus einfachen Zeichen gebildete Abbreviaturschrift, die schneller als die herkömmliche „Langschrift“ geschrieben werden kann und es ermöglicht, in normalem Tempo gesprochene Sprache mitzuschreiben oder eigene Ideen schneller zu notieren.
Der Begriff Stenografie leitet sich von den griechischen Wörtern στενός stenós („eng“) und γράφειν gráphein („schreiben“) her. Ein in Kurzschrift verfasstes Schriftstück heißt Stenogramm. Eine Person, die diese Schrift als Schreiber oder Protokollant bei Verhandlungen und dergleichen anwendet, ist ein Stenograf. Für den Gebrauch der Stenografie in Deutschland sind besonders Franz Xaver Gabelsberger sowie Wilhelm Stolze und Ferdinand Schrey von Bedeutung.
Moderne Stenografiesysteme sind ihrem Wesen nach Buchstabenschriften. Sie enthalten aber auch Elemente aus der Silbenschrift sowie Zeichen für ganze Wörter („Kürzel“). Zusätzliche Kürze wird durch das Symbolisieren bestimmter Laute und festgelegter Silben erreicht.

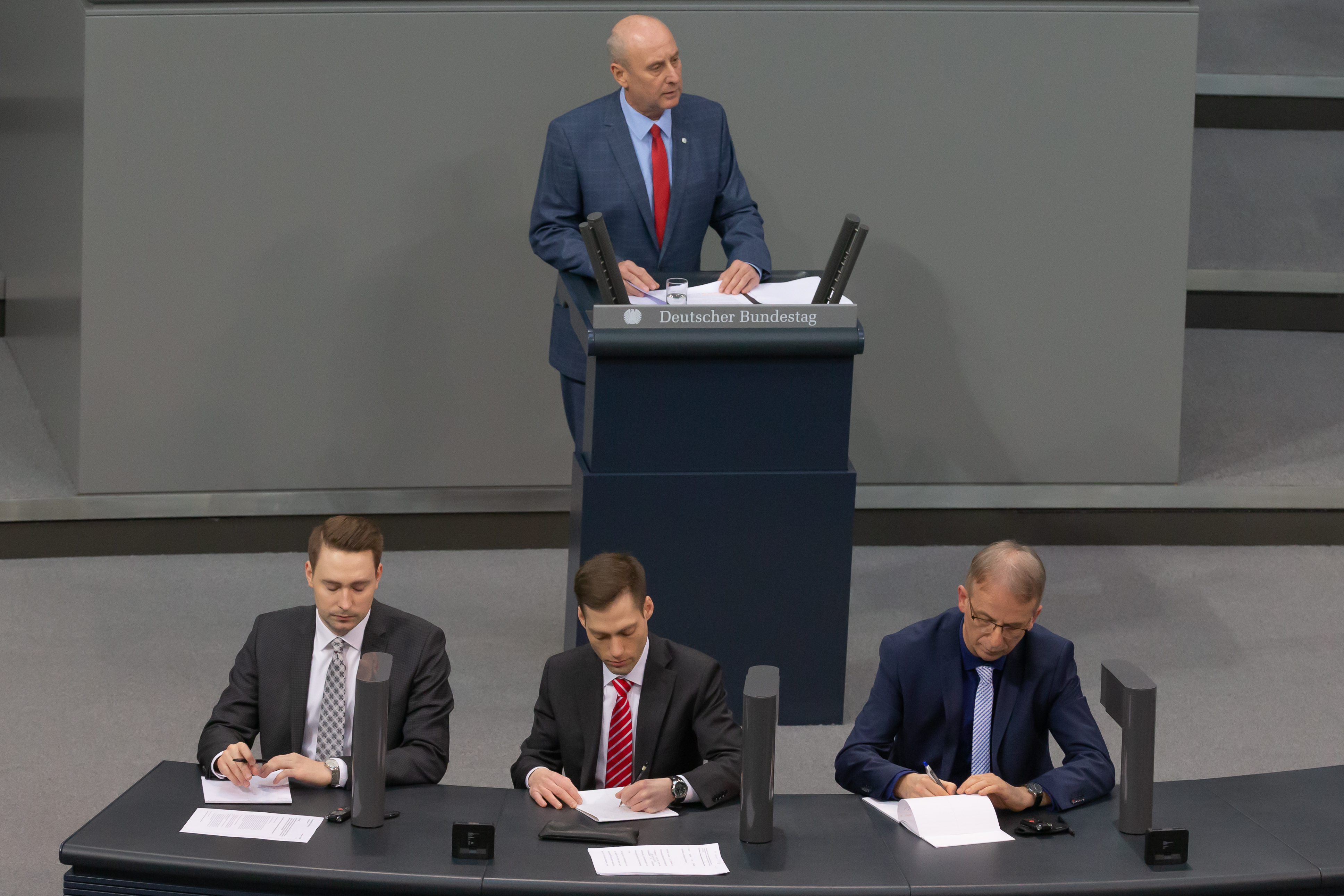
Stenografen dokumentieren eine Rede im Deutschen Bundestag, 2020

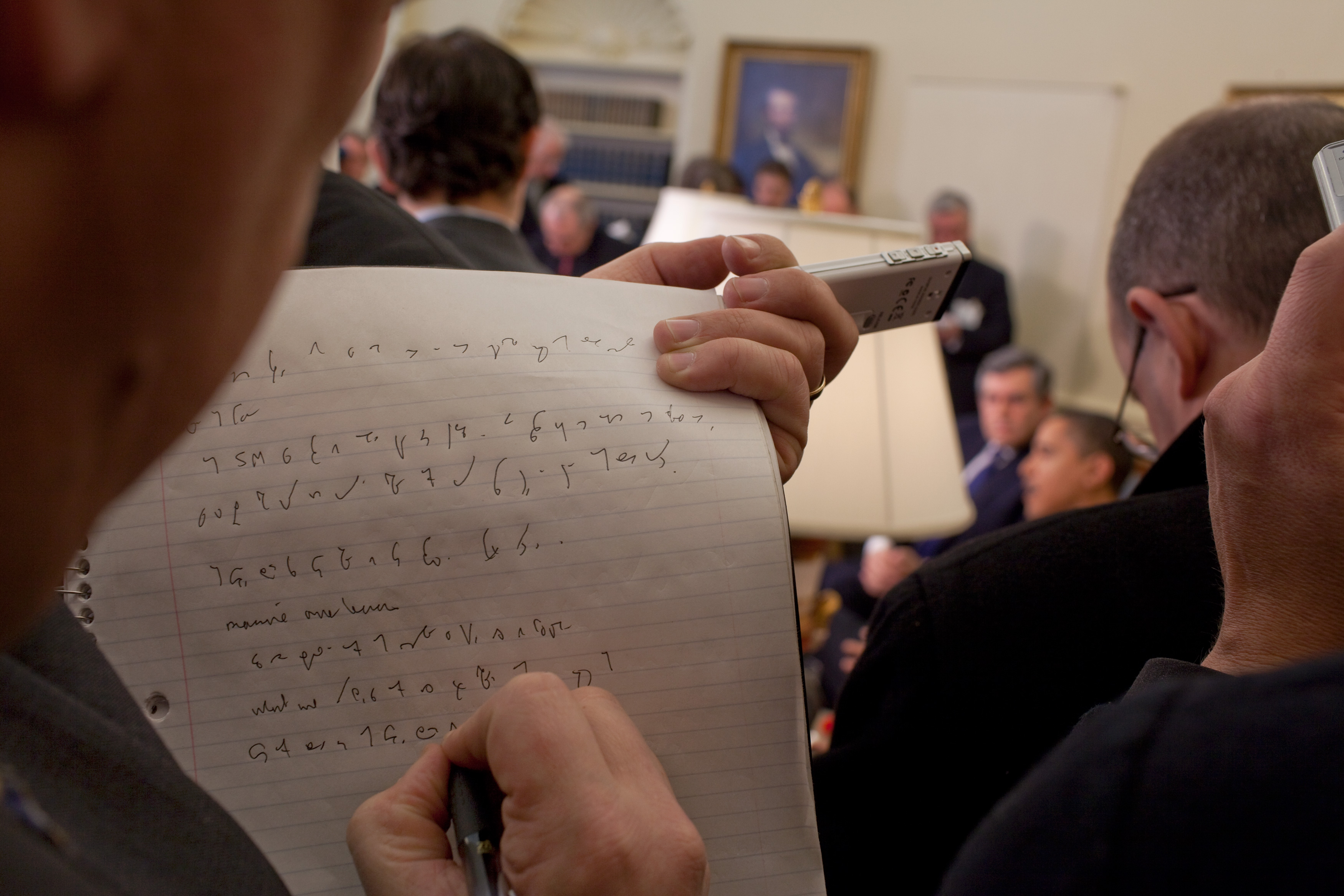
Reporter bei stenografischen Notizen während einer Pressekonferenz von Barack Obama und Gordon Brown im Oval Office – 2009

## Allgemein

Die ersten vier Buchstaben des Alphabets in Deutscher Einheitskurzschrift (DEK)

Mit Kurzschriftsystemen können hohe Schreibgeschwindigkeiten erzielt werden, da der sprachliche Informationsgehalt mit grafischen und linguistischen Mitteln verdichtet wird (Kürzungstechnik, s. u.). Stenografiesysteme waren schon den antiken Griechen und Römern bekannt (Tironische Noten) und wurden bis ins Mittelalter als Akten- und Kanzleischrift genutzt. In der Neuzeit waren geometrische Kurzschriftsysteme seit Ende des 16. Jahrhunderts insbesondere in England und Frankreich weit verbreitet. Auch in Deutschland kannte man seit 1678 geometrische Kurzschriften.
Da Silbenstruktur und Lauthäufigkeiten der Sprachen unterschiedlich sind, werden sprachspezifische Kurzschriften benötigt. Im Englischen sind das u. a. die Systeme von Isaac Pitman (Pitman-Kurzschrift) und John Robert Gregg.

## Geschichte

### Altertum
Als Erfinder der Stenografie gilt Marcus Tullius Tiro, der im ersten vorchristlichen Jahrhundert die nach ihm benannten Tironischen Noten schuf. Sie waren im Römischen Weltreich weit verbreitet; „Notenschreiber“ gelangten etwa nach Griechenland, Ägypten und in den mitteleuropäischen Raum. Bis zum Mittelalter finden sich Tironische Noten in Klosterhandschriften und Kanzleiakten. Im alten Griechenland gab es teilweise selbstständige Entwicklungen. Zur Kurzschrift der Antike wurden seit dem 19. Jahrhundert immer eingehendere Studien unternommen.

### England
Das Geburtsland der neueren Stenografie ist England. Hier gab die Einführung der Reformation und der Wunsch, die bedeutenderen Predigten aus jener Zeit möglichst wortgetreu aufzubewahren, den ersten kräftigen Anstoß zur Entwicklung der Kurzschrift (englisch shorthand). Timothy Brights Werk von 1588 wird als erstes Kurzschriftsystem der Neuzeit angesehen. Die praktische Anwendung seines Systems „Characterie“ ist seit 1589 belegt; es diente auch zur Mitschrift von Shakespeare-Stücken. 1602 stellte John Willis erstmals ein vollständiges stenografisches Alphabet auf. Thomas Shelton publizierte 1626 eine Kurzschriftmethode, in der unter anderem – mit einigen individuellen Abwandlungen – die berühmten geheimen Tagebücher von Samuel Pepys geschrieben wurden. Auch die sogenannte Geheimschrift Kaiser Leopolds II., die dieser als Großherzog der Toskana (1765 bis 1790) verwendete, weist noch viele Gemeinsamkeiten mit den System Sheltons auf.
In England waren ausschließlich „geometrische“ Kurzschriftsysteme in Gebrauch. Dabei werden zur Bildung von Buchstabenzeichen einfache geometrische Grundelemente (Punkt, Gerade, Kreis, Ellipse und deren Teilzüge) verwendet. Zur besonderen Geltung kam das geometrische Prinzip durch John Byrom 1726. Im Gegensatz dazu stehen „kursive“ Systeme, die ihre Zeichen aus Teilen gewöhnlicher Schreibschriftbuchstaben bilden und dadurch geläufigere, der Schreibrichtung entsprechende Züge erzielen.
Eine weitere Verbreitung fand erst das geometrische System von Samuel Taylor (1786), das auch für spätere französische, italienische und spanische Systeme maßgebend wurde. Taylor bezeichnete den an- und auslautenden Vokal mit einem Punkt, den inlautenden Vokal aber gar nicht. Diese Schrift wurde jedoch als schwer lesbar empfunden, so dass Isaac Pitman 1837 mit seinem neuen System der Pitman-Kurzschrift eine volle Vokalbezeichnung schuf. Er verwendete dazu Punkte, kleine waagerechte Linien und Winkel in verschiedener Stellung und Stärke. Seine Rechtschreibung ist eine lautgemäße, phonetische. Im Bestreben, eine im Vergleich zu Pitman schneller erlernbare Kurzschrift zu erschaffen, kreierte James Hill 1968 die Teeline-Stenographie. Im Gegensatz zu den traditionellen geometrisch-phonetischen englischen Kurzschriften ist Teeline ein kursives alphabetisches System. Es gibt Teeline-Bearbeitungen für verschiedene Sprachen (auch für das Deutsche), verbreitet ist diese Kurzschrift aber vor allem in Großbritannien. Insgesamt gab es mehr als 200 Kurzschriftsysteme aus England.

### Frankreich
In Frankreich schuf Abbé Jacques Cossard 1651 das erste Stenografiesystem. Es war späteren Ansätzen in systemtheoretischer Hinsicht überlegen, fand nach derzeitigem Forschungsstand aber keine nachweisbare praktische Anwendung. 1792 wurde das englische System Taylor durch Théodore-Pierre Bertin auf die französische Sprache übertragen und 1826 durch Hippolyte Prévost und dessen Schüler Albert Delaunay im Hinblick auf seine Wiederlesbarkeit verbessert. Weitere Verbreitung fanden die vokalschreibenden Systeme von Aimé Paris (1822) und von Émile Duployé (1867).

### Italien
In Italien wurde u. a. eine Bearbeitung des Taylorschen Systems von Amanti (1809) verwendet, ehe Enrico Carlo Noë das kursive Gabelsberger’sche System auf die italienische Sprache übertrug (1863). Daneben werden heute vor allem die halbgeometrischen Systeme von Cima und von Meschini verwendet. Italien kann im Hinblick auf die eingesetzten Schriftstile und Schreibtechniken auf die vielseitigste Entwicklung in Europa zurückblicken.

### Spanien
In Spanien veröffentlichte Francisco de Paula Martí 1800 ein auf dem System von Samuel Taylor basierendes Werk zu Stenografie. Später verbesserte er das System, Taquigrafía genannt, indem er es präziser auf die spanische Sprache ausrichtete (1803). Er gründete verschiedene Stenografieschulen im Land. Frühe Anwendung fand seine Kurzschriftmethode bei der Protokollierung der parlamentarischen Debatten in den Cortes von Cádiz.

## Deutschsprachige Systeme

Vergleich verschiedener deutschsprachiger Stenographiesysteme anhand des Wortes „Wikipedia“

Das erste deutschsprachige Stenografielehrbuch veröffentlichte 1678 Charles Aloysius Ramsay unter dem Titel „Tacheographia“. Das System geht auf die altgeometrische englische Kurzschrift von Thomas Shelton zurück und wurde ab 1787 an einer württembergischen Universität, der Hohen Karlsschule, gelehrt. Später folgten unter anderem Friedrich Mosengeil (1796) und Carl Gottlieb Horstig (1797) mit Bearbeitungen des neugeometrischen Systems Taylor.
Franz Xaver Gabelsberger, bayerischer Ministerialbeamter, begründete die aus der Schreibschrift abgeleitete kursive deutsche Stenografie. Sie wird wegen ihres Schriftduktus als kursiv oder graphisch bezeichnet. Gabelsbergers Hauptwerk „Anleitung zur Deutschen Redezeichenkunst“ von 1834 ist ein Meilenstein der Stenografiegeschichte. Sein Stenografiestil beeinflusste auch die Kurzschriftentwicklung in Nord- und Osteuropa und teilweise in Italien, während England und die romanischen Länder bei geometrischen Systemen blieben. Eine der ersten amtlichen Anwendungen war das Stenogramm der Verhandlungen zum Prozess gegen die „Verschwörer“ des Hambacher Festes im Jahr 1833, das Gabelsberger selbst in der von ihm erfundenen Kurzschrift aufnahm. In der Ausstellung im Hambacher Schloss ist diesem Vorgang eine besondere Vitrine gewidmet.
Weitere bekannte deutsche Systemerfinder waren Heinrich August Wilhelm Stolze (1798–1867), Leopold Arends (1850), Heinrich Roller (1839–1916), August Lehmann, Carl Faulmann, Ferdinand Schrey (1850–1938), Karl Scheithauer und die Gebrüder Albrecht und Felix von Kunowski. Insgesamt wird die Gesamtzahl deutscher Kurzschriftsysteme auf 800 bis 900 geschätzt. Die Vertreter der Kurzschriftschulen polemisierten zum Teil heftig gegeneinander.
Die religiös-politische Dimension der Auseinandersetzung über die korrektere Kurzschrift brachte 1913 Eduard Pfaff (1868–1943) in der von ihm in Darmstadt herausgegebenen Stenographen-Zeitung in dem Artikel „Stenographie und Politik“ auf den Punkt:

„Nach der Neuwacht (Nr. 9) hat eine Notiz in der Offenburger Zeitung vom 2. Mai für das Gabelsbergersche System dadurch zu werben gesucht, daß auf die Zugehörigkeit Gabelsbergs zur katholischen Kirche und seine Gegnerschaft gegen den seinerzeit auftauchenden Deutsch-Katholizismus hingewiesen wird. Das Rollersche System wird in der Notiz damit bekämpft, daß der Rollerschen Schule Gemeinschaft mit der Sozialdemokratie vorgeworfen wird. Es ist eigentlich überflüssig, festzustellen, daß die ganze Gabelsberger Schule eine derartige Kampfesweise verurteilt. Die Stenographie ist weder Religions- noch Parteisache; aber man braucht eine solche Entgleisung eines jungen unerfahrenen, begeisterten Anhängers seines Systems auch nicht gleich zu brandmarken. Wie oft ist uns selbst gerade in Preußen, und zwar von Vertretern von Regierungsbehörden entgegengehalten worden, Gabelsberger sei das katholische und Stolze-Schrey das evangelische System, deshalb habe man in Preußen nicht nötig, das Gabelsbergersche System zu erlernen.“

Zu Beginn des 20. Jahrhunderts wurde der Wunsch nach Schaffung eines einheitlichen deutschen Kurzschriftsystems, das möglichst die Vorzüge aller bedeutenden Systeme in sich vereinigen sollte, immer größer.
Nach langjährigen Verhandlungen wurde 1924 die Deutsche Einheitskurzschrift (DEK) verabschiedet und amtlich anerkannt. Sie basiert hauptsächlich auf den Systemen Gabelsberger und Stolze-Schrey sowie der Vokalisation von Faulmann und besteht aus den drei Schriftstufen Verkehrsschrift, Eilschrift und Redeschrift (aufeinander aufbauend, mit ansteigendem Abstraktionsniveau). Die DEK wurde 1936 und 1968 (in der DDR 1970) durch Fachgremien reformiert. Hierbei entstand auch das in der DDR gelehrte System der Deutschen Stenografie. Heute ist die DEK 1968 („Wiener Urkunde“) das Standardsystem in Deutschland und Österreich. In der Schweiz bevorzugt man die Systeme Stolze-Schrey (deutschsprachige Schweiz und Tessin) sowie Émile Duployé und Aimé-Paris (französischsprachige Schweiz).
Auch nach 1945 wurden für die deutsche Sprache verschiedene neue Stenografiesysteme entwickelt. Diese nehmen für sich in Anspruch, einfacher und schneller erlernbar zu sein als die DEK. Am bekanntesten wurde von diesen neuen Systemen die Stiefografie.
Moderne kursive Kurzschriftsysteme bestehen aus den Teilzügen der gewöhnlichen Schreibschrift, aus symbolischen Darstellungen – zumeist der Selbstlaute – und festen Kürzungen für häufige Silben und Wörter (Kürzel). In höheren Stufen erlauben es verschiedene Kürzungsregeln, sowohl die sprachliche Redundanz (z. B. für das Verständnis von Wörtern entbehrliche Endungen oder Endsilben) als auch grafische Mittel (Überdeckung von Schriftzügen, Verschmelzung und so weiter) zu nutzen.
Neben den genannten Systemen existieren auch mehrere Systeme der Blindenstenografie, nämlich die Blindenkurzschrift und die Blindenstenographien mit sechs, sieben oder acht Punkten. In der Blindenkurzschrift werden viele Druckwerke für Blinde hergestellt; sie ist die normale Umgangsschrift der Blinden. Das System mit sechs Punkten ist die heute übliche Protokollierungsstenographie der Blinden. Das System mit sieben Punkten, vor allem in Ostdeutschland verbreitet, wird seit der deutschen Einheit nicht mehr gelehrt. Das System mit acht Punkten wird nur von einigen wenigen blinden Verhandlungsstenographen verwendet.

## Anwendung

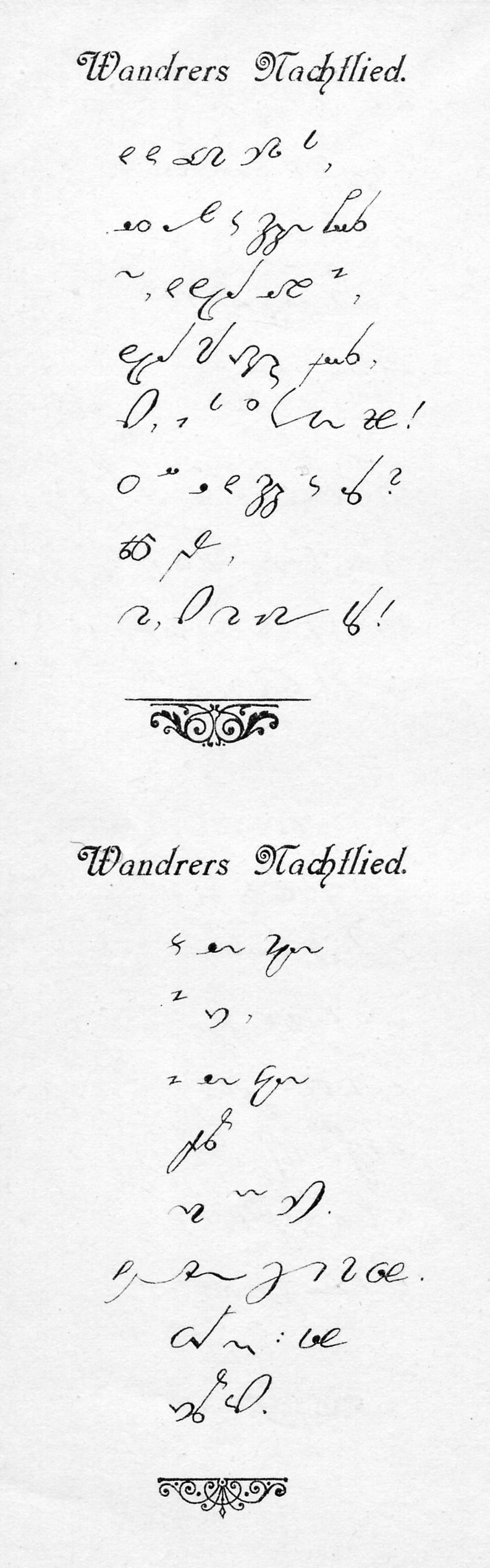
Wandrers Nachtlied in Gabelsberger-Stenografie, um 1905

Bis zur Mitte des 19. Jahrhunderts wurden Kurzschriften in der Regel nur von einer kleinen, des Schreibens kundigen Elite genutzt. Nachgewiesen ist die Anwendung durch zahlreiche Gelehrte wie Gerard van Swieten, Herrscher wie Kaiser Leopold II. sowie durch professionelle Kanzlisten und Schreiber im Dienste von Kirche, Politik, Wirtschaft und Verwaltung.
Da die Kurzschrift häufig als Wahlfach an Gymnasien unterrichtet wurde, waren noch bis Anfang des 20. Jahrhunderts viele Akademiker kurzschriftkundig. Sie nutzten die Stenografie als Arbeits- und Konzeptschrift und verfassten teilweise umfangreiche Entwürfe, Vorlesungsskripte oder Forschungsberichte in Stenografie (so zum Beispiel Alfred Brehm, Otto Lilienthal, Max Planck, Joseph Schumpeter, Dolf Sternberger, Rudolf Virchow, Konrad Zuse). So umfasst beispielsweise der philosophische Nachlass des Wissenschaftlers Edmund Husserl rund 40.000 Manuskriptblätter, die im System Gabelsberger verfasst sind und für die Herausgabe als Druckwerk transkribiert wurden.
Anfang des 20. Jahrhunderts war die Stenografie in der Bevölkerung Mitteleuropas vergleichsweise weit verbreitet. So gehörte beispielsweise das Erlernen der Stenografie auch zur Ausbildung der Stabsoffiziere im Kaiserreich und in der Weimarer Republik. Auch in der Justizausbildung war sie fest etabliert.
Ab dem Beginn der Industrialisierung – in Deutschland erst seit Beginn des 20. Jahrhunderts – war das Beherrschen der Kurzschrift als Diktatschrift wesentliche Hauptfähigkeit von Stenotypistinnen, aber auch von Sekretärinnen, die Diktate für Briefe in Kurzschrift aufnahmen und dann mit der Schreibmaschine oder dem Fernschreiber übertrugen. Mit dem Aufkommen der Diktiergeräte, später der Personal Computer und schließlich von Textverarbeitungsprogrammen sowie der damit einhergehenden Entwicklung, Briefe nicht mehr zu diktieren, sondern gleich selbst zu schreiben, schwand die Bedeutung der Kurzschrift als Diktatschrift zunehmend.
Den Berufsstand des Pressestenografen bei Zeitungen und des Gerichtsstenografen gibt es heute kaum mehr; wohl aber sind in den meisten deutschen Landtagen und im Deutschen Bundestag Parlamentsstenografen im Plenar- und Ausschussdienst tätig. Sie beherrschen Schreibgeschwindigkeiten bis zu 500 Silben pro Minute.
Heute wird Steno insbesondere als Notiz- und als Konzeptschrift verwendet, für schnelle Aufzeichnungen z. B. in Besprechungen, Konferenzen, Verhandlungen, Seminaren, bei Vorträgen und Präsentationen oder für das Anfertigen von Entwürfen, Merkzetteln, Randbemerkungen, Telefonnotizen und so weiter.
Ferner wird Stenografie auch als Hobby betrieben. So haben Hobbystenografen die Möglichkeit, in regionalen und internationalen Wettschreiben ihr Können zu messen. Diese Veranstaltungen organisieren auf nationaler Ebene der Deutsche Stenografenbund und auf internationaler Ebene der Verein Intersteno. Für eine spezielle Förderung der Nachwuchsstenografen wird das jährliche Bundesjugendschreiben durchgeführt.
Neben der Handstenografie wird in einer Reihe von Staaten wie Frankreich, Italien und den Vereinigten Staaten auch mithilfe von Stenografiermaschinen gearbeitet. Das genutzte Aufnahmesystem ist von der deutschen Einheitskurzschrift völlig verschieden, bietet aber den Vorteil, dass Texte in Echtzeit digitalisiert und bei Bedarf gleich wiedergegeben werden können. Sinnvoll ist das zum Beispiel beim Untertiteln von Live-Sendungen im Fernsehen. In den Vereinigten Staaten ist die Maschinenstenografie traditionell weit verbreitet und wird auch zur Dokumentation von Gerichtsverhandlungen eingesetzt.
Seit den 1990er Jahren wurde der Kurzschriftunterricht als Pflichtfach an Realschulen und Berufsschulen in Deutschland, in Bayern nach dem Jahr 2000 neben den Realschulen auch an  Wirtschaftsschulen, nach und nach eingestellt. Das hat zur Folge, dass die Stenografie im Büroalltag nur noch selten genutzt wird. Ein Erlernen ist jedoch weiterhin an Volkshochschulen, in Stenografenvereinen sowie im Selbststudium möglich.

## Leistungsfähigkeit
Stenografische Leistungen werden in Silben pro Minute gemessen. In normaler Schreibschrift können 30 bis 40 Silben pro Minute festgehalten werden. Wer die Verkehrsschrift (erste Stufe der Deutschen Einheitskurzschrift) beherrscht, kann ca. 120 Silben pro Minute erfassen und ist somit bereits dreimal so schnell. Bei Anwendung der Eilschrift (zweite Stufe), in der weitere Kürzel und einige grundlegende Abkürzungsverfahren verwendet werden, kann man die Geschwindigkeit der Verkehrsschrift verdoppeln, also etwa 240 Silben pro Minute erreichen. Bei Verwendung der Redeschrift verdoppelt sich die Geschwindigkeit durch den Einsatz sprachlicher und graphischer Kürzungstechniken nochmals, sodass rund 480 Silben pro Minute erreichbar sind (zum Vergleich: Nachrichten werden mit 260 bis 340 Silben pro Minute verlesen).
Für Mitschriften in Lehrveranstaltungen, Vorlesungen und Kongressen ist die Stenografie ein wertvolles, kaum zu übertreffendes Arbeitsmittel für wörtliche oder auszugsweise Aufzeichnungen. Auch zur Protokollierung von Parlamentsdebatten, Konferenzen, Gerichtsverhandlungen und so weiter ist sie leistungsfähiger als andere Erfassungstechniken (Tonaufzeichnung, PC-Texteingabe über die Tastatur). Von professionellen Stenografen wird erwartet, dass sie mehr als 260 Silben pro Minute aufzeichnen können, um mit Rednern in schnellen Diskussionen Schritt zu halten. In dieser Geschwindigkeit könnten sie die sieben Strophen von Goethes „Zauberlehrling“ in knapp eineinhalb Minuten niederschreiben.
Aus den Geschwindigkeitsstufen ergeben sich auch die wesentlichen Anwendungsbereiche:
- Die Verkehrsschrift kann als persönliche, schnellere Notizschrift verwendet werden.
- Die Eilschrift wurde als Diktatschrift verwendet. Diktate werden in einer Geschwindigkeit von maximal 180 Silben gesprochen. Die technische Entwicklung hat nur die Diktatstenographie, die für jeden kaufmännischen Beruf wichtig war und von der früher noch ganze Berufsstände leben konnten, verdrängt. Zum Verständnis der Redeschrift und zur Verbesserung verkehrsschriftlicher Fertigkeiten wird die Eilschrift jedoch weiter verwendet und kann z. B. für Journalisten eine nützliche Arbeitstechnik sein.
- Die Redeschrift dient der Aufzeichnung von Verhandlungen. In Deutschland arbeiten ca. 200 Parlaments- und Verhandlungsstenographen.[7]

## Spiegelschrift und Linkshändigkeit
Anfang der 1950er Jahre gab es in den USA ein Lehrbuch zur Anwendung der Gregg-Kurzschrift (Gregg Shorthand) in Spiegelschrift, um Linkshändern das Schreiben von rechts nach links zu ermöglichen und dadurch das Stenografieren zu erleichtern. Ob oder inwieweit sich der Lernaufwand lohnte, ist nicht belegt, zumal die Annahme, Linkshänder seien gegenüber Rechtshändern bei der Stenografie im Nachteil, in der Praxis kaum zu bestätigen sein dürfte. Sie schreiben ähnlich schnell von links nach rechts wie Rechtshänder.

## System-Entwicklung
Kurzschriftsysteme werden wie folgt entwickelt:

### Zeichenvorrat
Zunächst wird der Zeichenvorrat festgelegt. Im Gegensatz zur Langschrift erhalten auch kleinste grafische Details eine Bedeutung:
Ob man zum Beispiel mit gerundeten Bögen oder spitzen Winkeln schreibt, ist in der Langschrift gleichgültig, in der Kurzschrift kann so ein einziger Abstrich vier verschiedene Zeichen bedeuten, je nachdem ob man oben oder unten, jeweils mit Rundung oder mit spitzem Winkel schreibt.
Ob der Abstand zwischen den Zeichen länger oder kürzer ist, ist in der Langschrift unwichtig, in der Kurzschrift werden mindestens zwei, oft drei verschiedene Verbindungslängen unterschieden.
Ob man Striche dünn oder verstärkt (fett) schreibt ist in der Langschrift kalligrafisches Ornament, in der Kurzschrift werden so weitere Zeichen erzeugt.
Charakteristisch für die DEK ist:
Konsonanten und Konsonantengruppen werden durch Abstriche dargestellt (sogenannte buchstäbliche Schreibung), Vokale und Diphthonge sinnbildlich durch Hoch-, Neben- und Tiefstellung, sowie kurze und weite Verbindung, und durch unverstärkte oder verstärkte Schreibung des folgenden Konsonanten (sogenannte sinnbildliche Auslautdarstellung). Dies ergibt zwölf Möglichkeiten Vokale und Diphthonge darzustellen.
Diese sinnbildliche Darstellung der Vokale ist der häufigste Kritikpunkt an der DEK, da dies zu schwer zu lernen sei. Es ist auch der Grund, warum Stenographie nicht vor dem 13. oder 14. Lebensjahr erlernt werden sollte, da die kindliche Sprachentwicklung vorher noch nicht soweit fortgeschritten ist, um die Unterscheidung zwischen Vokalen und Konsonanten als systematische Schreibregel nutzen zu können. Die Kritik ist jedoch insoweit ungerechtfertigt, als das Ziel der Stenografie nicht die leichte Erlernbarkeit, sondern die besonders effektive Nutzung gegebener grafischer Möglichkeiten zur Verminderung des Schreib-, aber nicht unbedingt des Lernaufwandes ist.
Ist der Zeichenvorrat festgelegt, so werden den Zeichen Bedeutungen beigelegt. Alle Buchstaben-Kurzschriften weisen auch häufigen Buchstabenverbindungen eigene Zeichen zu. So gibt es etwa in der DEK eigene Zeichen für:

qu, ch, sch, pf, aber auch schr, pr, pfr, tr, dr, mp, mpf und so weiter. Auch hier ist die zweckmäßige Schreibgeläufigkeit und Wiederlesbarkeit wichtiger als leichte Erlernbarkeit. So gibt es etwa für den Buchstaben t zwei verschiedene Zeichen (sogenanntes Abstrich- und Aufstrich-t), deren korrekte Verwendung erfahrungsgemäß längere Übung erfordert.
Damit ist das gegebene Kurzschriftsystem definiert.

### Kürzel
Als Nächstes werden Kürzel bestimmt, das heißt besondere (unregelmäßig gebildete) Zeichen zur Schreibung von besonders häufigen Wörtern (z. B. der, die, das, und, ist, sind, …) oder vergleichsweise häufige aber mühselig zu schreibende (sogenannte unhandliche) Wörter. In der DEK sind solche Wörter unhandlich, in denen viele große Zeichen oder lange Verbindungen vorkommen oder häufige Schreibrichtungswechsel (Links- und Rechtswendigkeit von Bögen und Schleifen). Beispiele sind: besonders, vielleicht, vor, (ge-)worden.
Mit der so entwickelten Verkehrsschrift kann man eine Verdopplung bis Verdreifachung der Schreibgeschwindigkeit, im Vergleich zur Langschrift, erreichen (60–120 Silben pro Minute).

### Kürzungen
Die wirklich hohen Schreibgeschwindigkeiten erreicht man jedoch durch die Anwendung systematischer Abkürzungsregeln.
Systematische Abkürzungen heißen Kürzungen (im Gegensatz zu Kürzeln, die unregelmäßig sind).
Es handelt sich um Weglass-Regeln. Man lernt nicht etwa für jedes Wort ein eigenes neues Zeichen, sondern erwirbt mit der Beherrschung dieser Regeln die Fähigkeit, ganze Wortschatzteile sinnvoll abzukürzen, und damit schneller zu schreiben.
Die ersten deutschen Kurzschriftsysteme und auch die erste Version der DEK (1924) kannten noch keine Abstufung in verschiedene Lern- und Geschwindigkeitsstufen. Aber im Wesentlichen unterscheiden sich diese Stufen durch die Art und den Umfang der Kürzungsregeln.

### Beispiele
Verkehrsschrift:
Es werden einzelne Buchstaben gekürzt (weggelassen).
Auf Mitlautverdopplung (Ausnahme ll, rr, ss) wird verzichtet.
In Verbindungen mit Auslaut-t fällt oft entweder das Auslaut-t oder der folgende Vokal (e oder i) weg.
Auf Vokalverdopplung, Dehnungs-h oder die Unterscheidung zwischen i und ie wird verzichtet. Auf Groß- und Kleinschreibung wird verzichtet.
Eilschrift:
Es werden unbetonte Nicht-Stammsilben sowie weitere einzelne Buchstaben weggelassen.
Unbetontes el, er, en kann fortgelassen werden:
Wasser wird Wass, Teufel wird Teuf, Rahmen wird Rahm.
halt wird hat, Welpe wird wepe, hart wird hat, Kante wird kate.
Redeschrift:
Stammsilben werden abgekürzt:
ziehen wird ieh, Zögling wird ögling, Zug wird ug, schreiben wird eib,
Frage wird fra, Trage wird tra
deutsch wird sch, Herbst wird bst
Hohe Praxis (§ 20):
Es werden ganze Wörter und Wortgruppen gekürzt:
sogenannt wird soge, sozusagen wird so zu, unvorbereitet wird unvorbe
Hat ein Verb mehrere Vorsilben oder Adverbien, kann der Verbstamm immer fast ohne Informationsverlust weggelassen werden.
Herr Präsident, meine Damen und Herren wird preiarr
(Die Anrede Herr entfällt ganz, pr für Präsident, ei für meine, a für Damen und rr für Herren)
Mit freundlichen Grüßen wird miteuü
Das interessanteste an diesen Kürzungsregeln ist sicherlich, dass man im Gegensatz zu den „naiven“ Abkürzungsregeln der Langschrift, denen zufolge man immer auf den ersten Buchstaben abkürzt, durch Kürzungen auf das Ende oder die Mitte nicht nur viele weitere, sondern auch viel kürzere und trotzdem leicht wieder lesbare Kürzungen erzeugen kann.
Beispiel: und so weiter wird in der Langschrift mit usw. abgekürzt: in der Kurzschrift schreibt man stattdessen undso.

## Beispiele

Seite aus einem Wörterbuch der Deutschen Einheitskurzschrift, um 1930

Stenografische Aufzeichnung eines Kolping-Zitats, 2009 in Deutscher Einheitskurzschrift (Verkehrsschrift) geschrieben: „Die Jugend muss froh sein, also gebührt ihr Erholung, welche die Kräfte zur Arbeit und die Lust daran stärkt. Alles, was die Arbeitslust stört oder zerstört, ist von Übel.“

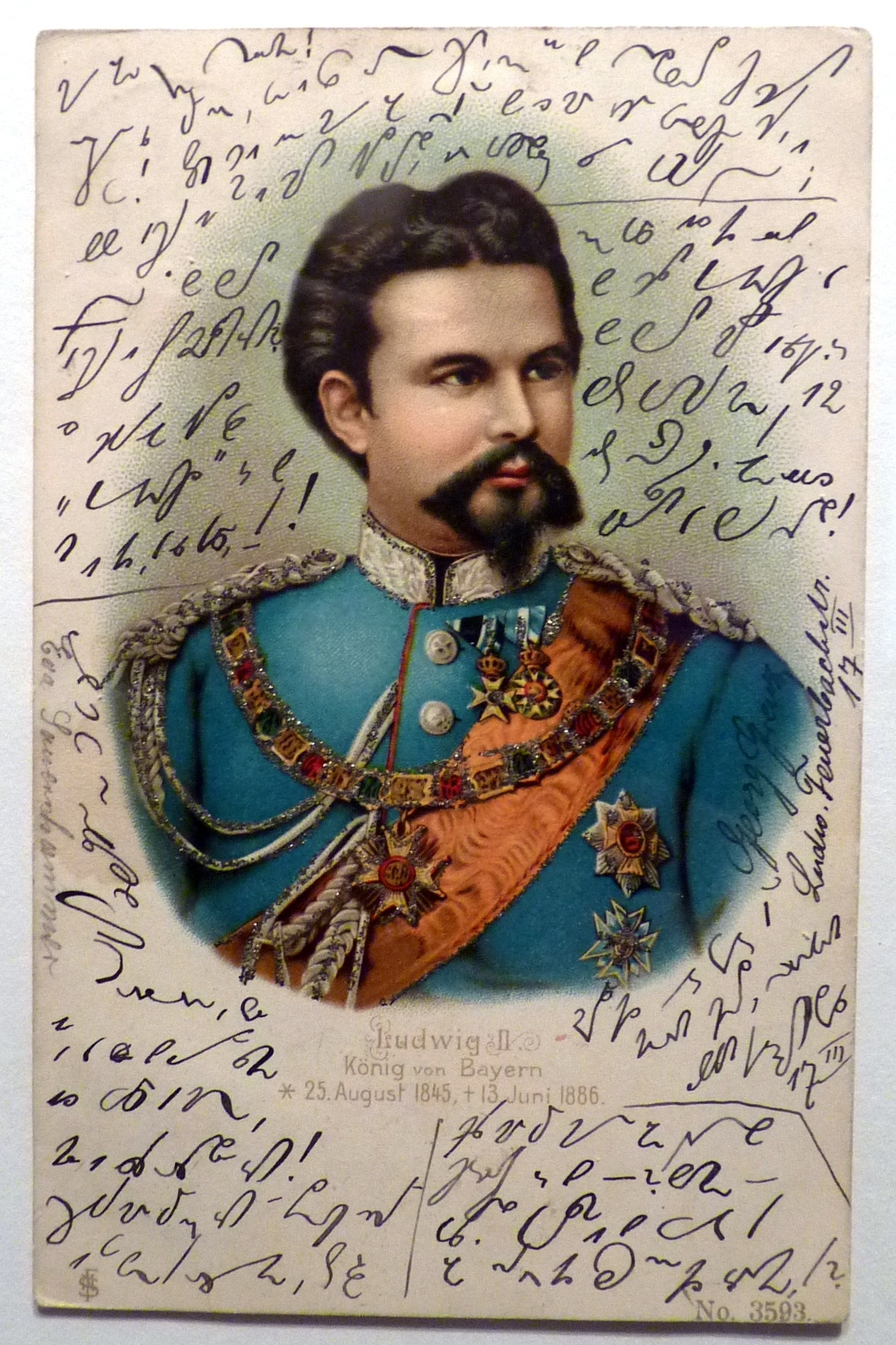
Farbpostkarte mit König Ludwig II. von Bayern, um 1900, mit platzsparender Stenographiemitteilung

Das Beispiel Deutsche Einheitskurzschrift (um 1930) zeigt in der ersten Spalte zuerst das Wort in der Grundform, dann eines oder mehrere abgeleitete Wörter hiervon. In der zweiten Spalte steht die Kürzung des jeweiligen Wortes in der nächsthöheren Systemstufe (in der DEK 1924 gab es noch keine klare Dreiteilung des Systems wie nach der heute gültigen „Wiener Urkunde“ 1968):
| Wort in Grundform | Kürzungen (Keine Kürzungen vorhanden) |
| --- | ------------------------------------- |
| Teufel, Teufelei | Kürzungen hiervon                     |
| Text, Texte | Kürzungen hiervon                     |
| Textil, Textilien, Textilindustrie, Textilwaren (genau gelesen heißen diese Kürzungen → til, tilin, til + Kürzel für Industrie, tilwan. Es handelt sich also um „Wortbruchstücke“, die auf der Basis klar strukturierter Regeln hergeleitet und deshalb von Stenografen problemlos wieder entschlüsselt werden.) | Kürzungen hiervon                     |
| Theorie, theoretisch [theoretisch], Theoretiker | Kürzungen hiervon                     |
| tief, tiefer, tiefste, Tiefe, vertiefen, Vertiefung, tiefschürfend | Kürzungen hiervon                     |

(Die hier gezeigten Beispiele sind keine Kürzel, sondern Kürzungen.)

## Systemerfinder und Stenografiesysteme (Auswahl)
Die folgenden Systemerfinder und Stenografiesysteme werden in chronologischer Reihenfolge aufgeführt. Angegeben ist jeweils das Jahr der Erstveröffentlichung eines jeden Systems.
- Marcus Tullius Tiro (63 v. Chr.)
- Timothy Bright (1588)
- John Willis (1602)
- Thomas Shelton (1626)
- Carl Aloys Ramsay (1678) – Tacheographia
- James Weston (1727) - Stenography Compleated
- Aulay Macaulay (1747)
- Thomas Gurney (1750)
- Carl Friedrich August Mosengeil (1796)
- Karl Gottlieb Horstig (1797)
- Sophie Scott (1831)
- Franz Xaver Gabelsberger (1834)
- Isaac Pitman (1837)
- Heinrich August Wilhelm Stolze (1841)
- Meinrad Rahm (1849)
- Leopold Alexander Friedrich Arends (1850)
- Karl Emanuel Rogol (1851)
- Georg Baumgarten – Tachygraphie (1872)
- Karl Faulmann (1875)
- Karl Friedrich August Lehmann – Stenotachygraphie (1875)
- Heinrich Roller (1875)
- Catherine Nobbe (1886)
- Ferdinand Schrey (1887)
- Julius Brauns (1888)
- John Robert Gregg (1888)
- Jules Meysmans (1890)
- Olof Werling Melin (1892)
- Albrecht und Felix von Kunowski – Nationalstenografie (1893)
- Karl Friedrich Scheithauer (1896)
- Christian Palm (1907)
- Emma Dearborn / Alexander L. Sheff – Speedwriting (1924)
- Leif Wang / Olav Krogdahl – Wang-Krogdahl (1936)
- Karl Otto – Einfache Stenografie (1959)
- Oskar Schultz – Vereinfachte Kurzschrift Schultz (1959)
- Georg Paucker – Deutsche Notizschrift (1966)
- Peter Spiegel – Universalkurzschrift (1966)
- Helmut Stief – Stiefografie (1966)
- Jürgen Dobermann – Europa-Kurzschrift (1978)
- Nicolas Richter – Deutsche Euro-Steno (1978)
- Hans-Jürgen Bäse und andere – Notizschrift (DEK) (1986)
- Werner Frangen – Moderne Notizschrift (1992)
- Markus Steinmetz – Scheithauer/Steinmetz (2020)

### Älteres Schrifttum
- Wiener Urkunde. Systemurkunde der Deutschen Einheitskurzschrift. 9. Auflage. Winkler, Darmstadt 2003, ISBN 3-8045-8292-3.
- Ilse Drews: Steno heute. Deutsche Einheitskurzschrift. Bildungsverlag Eins, Troisdorf.
  - − Verkehrsschrift. 5. Auflage. 1999, ISBN 3-8242-6100-6. (hierzu erhältlich: Schlüssel, Arbeitsblätter, Methodik)
  - − Start in die Eilschrift. 3. Auflage. 1999, ISBN 3-8242-6104-9. (hierzu erhältlich: Methodische Erläuterungen)
- Ilse Drews: Steno heute – programmiert. Ein Lernprogramm für den Selbst- und Klassenunterricht. (Verkehrsschrift). 1. Auflage. Bildungsverlag Eins, Troisdorf 1996, ISBN 3-8242-6106-5.
- Franz Moser, Karl Erbach, Maria Erbach: Lebendige Kurzschriftgeschichte. Ein Führer durch Kurzschriftlehre und Kurzschriftgeschichte. 9. Auflage. Winkler, Darmstadt 1990, ISBN 3-8045-8708-9. (aktualisiert 1995)
- Beate Sander-Jaenicke, Hans Karpenstein: Art und Bau der wichtigsten Kurzschriften. 5. Auflage. Winkler, Darmstadt 1988, ISBN 3-8045-8721-6.
- Karl Erbach: Handbuch der Deutschen Einheitskurzschrift. 11. Auflage. Winkler, Darmstadt 1983, DNB 870322567.
- Ernst Brodthagen: Deutsche Einheitskurzschrift. Prüfungsbuch Stenografie / Teil 2: Geschichte der deutschen Stenografie und Allgemeine Kurzschriftlehre in Frage und Antwort. Merkur, Rinteln 1988, ISBN 3-8120-0391-0.
- Arthur Mentz: Geschichte der Kurzschrift. Hrsg.: Fritz Haeger. 3. Auflage. Heckner, Wolfenbüttel 1981, DNB 750004754.
- Peter Franzen, Otto Blaubart: Kurzschrift im Wandel der Zeit. 2. Auflage. Winkler, Darmstadt 1965.
- Hans Lambrich, Aloys Kennerknecht: Entwicklungsgeschichte der Deutschen Einheitskurzschrift. Winkler, Darmstadt 1962.
- Christian Johnen: Allgemeine Geschichte der Kurzschrift. 4. Auflage. Apitz, Berlin 1940, DNB 574143149. (beste und ausführlichste deutsche Gesamtdarstellung)
- Laurenz Schneider, Georg Blauert: Geschichte der Deutschen Kurzschrift. Heckner, Wolfenbüttel 1936.
- Zeitschrift Neue Stenografische Praxis. (Berlin), bisher erschienen 1 (1953) – 63 (2015) [Verhandlungsstenografie]
- Zeitschrift Archiv für Kurzschrift. (Bayreuth), bisher erschienen 1 (1954) – 50 (2008)
- Hermann Meinberg: Kurzgefaßte Geschichte der Stenographie. Bleifuß, 1892, urn:nbn:de:hbz:061:1-6396.
- Karl Albrecht: Die Vermittler zwischen dem Volke und seinen Vertretern. In: Die Gartenlaube. Heft 4, 1874, S. 67–70 (Volltext [Wikisource]).
- Ernst Brodthagen: Deutsche Einheitskurzschrift. Prüfungsbuch Stenografie / Teil 2: Geschichte der deutschen Stenografie und Allgemeine Kurzschriftlehre in Frage und Antwort. Merkur Verlag, Rinteln 1988

### Neuere Arbeiten
- Wolf-Rüdiger Wagner: Die Beschleunigung der Schrift: Geschichte der Stenografie im 19. und frühen 20. Jahrhundert (= Edition Medienwissenschaft. Nr. 111). transcript Verlag, Bielefeld 2024, ISBN 978-3-8376-7155-1, doi:10.14361/9783839471555 (transcript-open.de [abgerufen am 9. April 2024]).